# Сами вкъщи 2
„Сами вкъщи 2“ (на английски: The Secret Life of Pets 2) е американска 3D-компютърна анимация от 2019 година, продуциран от Illumination, режисиран е от Крис Рено, корежисиран е от Джонатан дел Вал, и по сценарий на Браян Линч. Продължение е на „Сами вкъщи“ (2016), и е втория филм от поредицата. Озвучаващия състав се състои от Патън Освалт (който замества Луи Си Кей), Кевин Харт, Ерик Стоунстрийт, Джени Слейт, Тифани Хадиш, Лейк Бел, Ник Крол, Дана Карви, Ели Кемпър, Крис Рено, Тара Стронг, Майкъл Бийти, Ханибал Бърес, Боби Мойнихан и Харисън Форд.
Филмът е пуснат по киносалоните на 7 юни 2019 г. от Universal Pictures. Филмът получи смесени отзиви от критиците и печели 434,4 милиона долара по целия филм срещу производствения си бюджет от 80 милиона долара, което прави по-малко от половината от предшественика му.

## Актьорски състав
| Изпълнител          | Персонаж                                                    |
| ------------------- | ----------------------------------------------------------- |
| Патън Осуолт        | Макс, джакръселски териер (предишно озвучен от (Луи Си Кей) |
| Кевин Харт          | Снежко, бял заек                                            |
| Харисън Форд        | Рустър, овчарско куче                                       |
| Ерик Стоунстрийт    | Дюк, нюфаундлендско куче, който живее с Макс.               |
| Джени Слейт         | Гиджет, бял померан                                         |
| Тифани Хадиш        | Дейзи, ши цу                                                |
| Лейк Бел            | Клоуи, сива котка                                           |
| Ник Крол            | Сергей, агресивен собственик на цирк                        |
| Дейна Карви         | Попс, стар басет                                            |
| Кристиян.К.Димитров | Мел, хиперактивен мопс                                      |
| Ханибал Бърес       | Бъди, кафяв дакел                                           |
| Крис Рено           | Норман, морско свинче                                       |
| Ели Кемпър          | Кейти, стопанка на Макс и Дюк                               |
| Пийт Холмес         | Чък, съпруг на Кейти                                        |
| Хенри Линч          | Лиам, син на Чък и Кейти                                    |
| Шон Джамброун       | Котън, млада овца, който е спасен от Макс и Рустър          |
| Мередит Селинджър   | Дамата с котките                                            |
| Майкъл Бийти        | Вълкът, водачът на тренираните вълци на Сергей Котка        |
| Киели Рено          | Моли, стопанка на Снежко                                    |
| Тара Стронг         | Пикълс, английски булдог Лиам като бебе                     |
| Джесика Дикико      | Принцеса, пудел Тайни                                       |
| Гарет Дженингс      | Хамстер                                                     |

## Продукция
На 2 август 2016 г. Universal Pictures и Illumination Entertainment обявиха продължение на техния анимационен филм от 2016 г. – „Сами вкъщи“ със завръщането на Крис Рено и Браян Линч като режисьор и сценарист, и да бъде продуциран от Крис Мелендари и Джанет Хийли. Писателят на The Oatmeal, Матю Инман работи по филма като креативен консултант.
През ноември 2017 г. е съобщено, че Луи Си Кей няма да повтори ролята си на Макс след като беше обвинен и по-късно е признат за сексуално неправномерно поведение с жените. През април 2018 г. е обявено, че Патън Осуолт ще замества Си Кей като Макс, докато Харт, Стоунстрийт, Слейт, Кемпър, Бел, Карви, Бърес и Мойнахан ще повторят ролите си. Допълнителния състав включва Тифани Хадиш, Ник Крол, Харисън Форд и Пийт Холмес.

## Музика
Алесандре Десплат, който композира музиката за първия филм, се завръща заради продължението. Саундтракът е пуснат от Back Lot Music на 31 май 2019 г., включва две кавър версии на „Lovely Day“ на Бил Уидърс и „Me and Julio Down by the Schoolyard“ на Пол Саймън. Песните са изпълнени от Лънчмъни Люис, Амин и Джак Антоноф.

## Пускане
„Сами вкъщи 2“ е пуснат в Съединените щати на 7 юни 2019 г. от Universal Pictures. Предишно е насрочен за излизане на 13 юли 2018 г., и тогава на 3 юли 2019 г. Филмът е пуснат във Великобритания два месеца по-рано на 24 май 2019 г.

## В България
В България филмът е пуснат по кината на 14 юни 2019 г. от Форум Филм България в 2D и 3D формат.

### Синхронен дублаж
| Роля          | Изпълнител                        |
| ------------- | --------------------------------- |
| Макс          | Орлин Павлов                      |
| Снежко        | Петър Бонев                       |
| Рустър        | Сава Пиперов                      |
| Дюк           | Константин Лунгов                 |
| Гиджет        | Мария Бояджиева                   |
| Клоуи         | Здрава Каменова                   |
| Сергей        | Петър Калчев                      |
| Попс          | Здравко Димитров                  |
| Норман        | Живко Джуранов                    |
| Кейти         | Елен Колева                       |
| Супергерой    | Петър Байков                      |
| Други гласове | Стефания Георгиева Петър Върбанов |

| Обработка              | Александра Аудио |
| ---------------------- | ---------------- |
| Режисьор на дублажа    | Мариета Петрова  |
| Изпълнителен продуцент | Васил Новаков    |